# Журавли (Свердловская область)
Журавли — деревня в Свердловской области, входящая в муниципальное образование Артинский городской округ.
Расположена в 22 км на северо-запад от административного центра — посёлка городского типа Арти. Является частью Азигуловского сельского совета.

## Топоним
Татарское название села — Торна авыл.

## Население
| 2002 | 2010 | 2021 |
| ---- | ---- | ---- |
| 95   | ↘64  | ↘56  |